# Long Gone Before Daylight
Long Gone Before Daylight es el quinto álbum de The Cardigans. Después de un largo descanso desde la publicación de su anterior álbum Gran Turismo en 1998 (con los miembros de la banda experimentando en sus proyectos en solitario) finalmente fue publicado en Japón el 19 de marzo de 2003 y en Europa el 24 de marzo. El 22 de abril también se publicó en Canadá y en Norteamérica el 25 de mayo. El álbum se distingue de sus anteriores trabajos. Su sonido "feliz" que se podía apreciar sobre todo en sus tres primeros álbumes cambia a un sonido con más sobrio con toques "country". Relativamente es mucho más lento y "triste" que su trabajo previo (Gran Turismo). Incluso la cantante se tiñó el pelo de negro tal vez para expresar el cambio de ánimo de la banda.
Las críticas estuvieron mezcladas. Algunos encontraban el cambio de estilo acertado y sentían que la banda había madurado, y creado canciones que superaba incluso a experimentados músicos de ese estilo. Otros echaban de menos el viejo sonido pop y reprochaban a la banda que tal vez se sintieran avergonzados de sus anteriores trabajos más alegres y movidos.
El primer sencillo del álbum fue "For What It's Worth" que fue publicado el 17 de febrero. El segundo sencillo fue You're the Storm" publicado el 2 de junio. El tercer y último single fue "Live and Learn" publicado el 3 de diciembre. Todos ellos en el año 2003.

## Listado de canciones
1. "Communication" – 4:28
2. "You're the Storm" – 3:53
3. "A Good Horse" – 3:17
4. "And Then You Kissed Me" – 6:03
5. "Couldn't Care Less" – 5:32
6. "Please Sister" – 4:37
7. "For What It's Worth" – 4:16
8. "Lead Me into the Night" – 4:32
9. "Live and Learn" – 4:16
10. "Feathers and Down" – 4:30
11. "03.45: No Sleep" – 3:45

### Bonus track en la edición deJapónyCanadá
1. "If There Is a Chance" – 4:14

### Bonus tracks de la versión deReino Unido
1. "Hold Me" (versión mini) – 0:33
2. "If There Is a Chance" – 4:14

### Bonus tracks en la edición deEE. UU.
1. "Hold Me" (versión mini) – 0:33
2. "If There Is a Chance" – 4:14
3. "For the Boys" (Larson, Persson, Svensson) – 3:37

La edición de EE. UU. también incluía un DVD bonus Up Before Dawn, que incluía los vídeos musicales de "For What It's Worth", "You're the Storm" and "Live and Learn", el proceso de grabación y también una entrevista de 20 minutos con la banda.

## Logros y éxitos

### Álbum
- Top 100 álbumes suecos: #1
- Top 200 álbumes en Reino Unido: #47
- Grammys suecos 2003: Álbum del año y Banda Rock del año.
- Doble disco de platin en Suecia

### Sencillos
- Top 100 Singles suecos: "For What It's Worth"; #8, "You're the Storm"; #10
- Top 100 Singles suecos 2004 Year-end Chart: "For What It's Worth"; #90
- Top 75 Singles en Reino Unido: "For What It's Worth"; #31, "You're the Storm"; #74
- Grammys suecos 2003: Mejor vídeo "You're the Storm"